# لیدیه
لیدیه (به یونانی: Λυδία) یک پادشاهی باستانی در عصر آهن در غرب آناتولی و گسترانیده در نواحی بیتینی و آسیانا بوده‌ است، مطابق با استان‌های امروزی ازمیر و مانیسا در ترکیه. پایتخت سنتی پادشاهی لیدیه شهر سارد بود. پادشاهی لیدیه در گسترده‌ترین حالت خود تمامی آناتولی غربی را در تصرف خود داشت.
در حقیقت لیدیان اصلی ترین ساکنان آناتولی غربی در دوره باستان به شمار می رفتند که در خلال امپریالیسم ایرانی و یونانی از میان رفتند و مردمانشان در اثر جنگ ها و یورش های بی امان سایر اقوام در دل تاریخ ناپدید شده یا ادغام گشتند.

## زبان
مردمان لیدی جزو بومیان آناتولی بوده و به زبان لیدی که یک زبان از شاخه زبان های هندواروپایی بود سخن می گفتند که این زبان از گروه سایر زبان های هم خانواده از سری زبانان آناتولی تباران به شمار می رفت.
این زبان نزدیکی تنگاتنگی با زبان هیتی ها داشت و بسیاری از کلمات و دستور زبان آن فراموش شده است و در قرن یکم قبل از میلاد رسما منقرض گردید که علت اصلی آن کلونیزه کردن آسیای صغیر و ایجاد مستعمرات و کوچ های یونانیان به این ناحیه بود که در زمان اسکندر کبیر این اقدامات به اوج خود رسیده بود که حتی در زمان سلوکیان نیز ادامه داشت.

## تاریخچه
لیدیه ثروتمندترین کشور منطقهٔ آناتولی (آسیای کوچک) بود. اولین جنگ اصلی که در این حکومت رخ داد جنگ با دولت ماد که هوخشتره پادشاه ماد بود ، صورت گرفت. این جنگ به دلیل برابر بودن دولت ها بسیار خسته کننده بود، ۵ سال این جنگ طول کشید و به دلیل برابری نظامی و... هیچ اتفاقی نمی افتاد، اما یک روز در ۲۸ می ۵۸۵ قبل از میلاد مسیح، یک خورشید گرفتگی کامل در میدان چنگ رخ داد که به مدت ۵ دقیقه روز به شب تبدیل شد ، هر دو دولت فکر میکردند که خدایان آنها عصبانی شده اند و یک کاری کرده اند که دیگر روز نمیشود ، پس برای راضی کردن خدایانشان دست به صلح زدند و تا صلح کردند خورشید گرفتگی تمام شد و برای محکم کاری دختر آلیات ( شاه لیدیه)با پسر هوخشتره ازدواج کرد ، البته بخت النصر(شاه بابل) هم در این صلح نقش داشته است ، دیگر جنگ مهمی رخ نداد تا جنگ با پارس ها.کوروش بزرگ بعد از فروپاشی دولت ماد ها، دیگر میتوانست به لیدیه حمله کند و مانعی مانند ازدواج دو کشور یا ...، وجود نداشت.در پادشاه لیدی به منظور مقابله با کوروش بزرگ با فرمانروای اسپارت که از مهم‌ترین شهرهای یونان بود، پیمان دوستی بست. کوروش بزرگ به لیدیه حمله برد و سارد را در سال ۵۴۶ پ.م. به قلمروی ایران افزود. با فتح شهر سارد، عمر پادشاهی بزرگ لیدی به پایان رسید.
در سدهٔ هفتم پ.م. یونانیان این سرزمین را به تصرف و اشغال خود درآورده و با پارس همسایه شده‌ بودند. آنها شهرهای مهمی از جمله بیزانس یا استانبول فعلی را بنیان نهادند. امپراتوری روم در سال ۱۹۶ پ.م. بر این سرزمین تسلط یافت.
سکه‌های لیدیایی که از نقره ساخته شده‌اند، از قدیمی‌ترین سکه‌های موجود هستند که مربوط به سدهٔ هفتم پیش از میلاد است.

## زبان
زبان مردم لیدی، زبان لیدیایی بود که از زبان‌های هند و اروپایی خانواده زبان‌های آناتولی بود. این زبان با زبان لووی و زبان هیتی ارتباط داشته‌است. این زبان سرانجام در قرن نخست پیش از میلاد از بین رفت.